# Ivan Jurkovič
Ivan Jurkovič (Kočevje, 10 giugno 1952) è un arcivescovo cattolico e diplomatico sloveno, dal 5 giugno 2021 nunzio apostolico in Canada.

## Biografia
Dopo essersi inizialmente orientato verso gli studi di chimica, egli ha successivamente scelto la via del sacerdozio, completando negli anni 1972 – 1978 gli studi filosofico-teologici alla Facoltà di Teologia a Lubiana. Ordinato sacerdote il 29 giugno 1977, dalle mani dell'arcivescovo Jožef Pogačnik, egli ha svolto brevemente il ministero nelle parrocchie di Radovljica e Bled in Slovenia. Successivamente è stato nominato viceparroco a Domžale (1978-1980).
L’arcivescovo Alojzij Šuštar l'ha inviato a Roma per gli studi di diritto canonico presso la Pontificia Università Lateranense e alla Pontificia Accademia Ecclesiastica (1980-1984). La sua tesi di dottorato, Organismi di partecipazione a livello diocesano, esamina la legislazione diocesana di Lubiana nella prima metà del XX secolo. 
La tesi è stata successivamente pubblicata nel 1988 a Bogotà. Il servizio presso le Rappresentanze Pontificie della Santa Sede ha avuto inizio come segretario della nunziatura apostolica in Corea del Sud. Durante questo periodo, ha compiuto studi di informatica presso il Central Texas College a Seul.
Nel 1988 è stato nominato consigliere di Nunziatura in Colombia e nel 1992 è stato trasferito alla Rappresentanza della Santa Sede nella Federazione Russa. Durante i quasi 4 anni di servizio a Mosca ha insegnato il diritto canonico presso l’Istituto di San Tommaso di Filosofia, Teologia e Storia.
Negli anni 1996 - 2001 è stato incaricato per seguire le attività dell'Organizzazione per la Sicurezza e Cooperazione in Europa (OSCE).
Papa Giovanni Paolo II l'ha nominato, il 28 luglio 2001, nunzio apostolico in Bielorussia, assegnandogli la sede titolare di Corbavia. La consacrazione episcopale nella cattedrale di Lubiana è stata presieduta dal Segretario di Stato cardinale Angelo Sodano il 6 ottobre dello stesso anno.
Il 22 aprile 2004 è stato nominato nunzio apostolico in Ucraina. Dopo quasi 7 anni di servizio, il 19 febbraio 2011 è stato nominato nunzio apostolico nella Federazione Russa.
I suoi anni del servizio in Ucraina sono riassunti nel libro, in ucraino, Dio in mezzo a loro (Kiev 2011) e, a conclusione della sua missione come Nunzio Apostolico nella Federazione russa, nel libro Un quarto di secolo (San Pietroburgo, 2016).
Il 13 febbraio 2016 è stato nominato osservatore permanente della Santa Sede presso l'Ufficio delle Nazioni Unite a Ginevra e presso le altre organizzazioni internazionali.
Il 5 giugno 2021 viene nominato nunzio apostolico in Canada.

## Opere
Durante gli anni di insegnamento ha pubblicato i seguenti testi di diritto canonico: 
- Ivan Jurkovič,  De matrimonio : kanoničeskoe pravo: učebnoe posobie, Mosca, 1994.
- Ivan Jurkovič, De populo Dei: kanoničeskoe pravo: učebnoe posobie, Mosca, 1995.
- Andrej Koval' – Ivan Jurkovič, Vocabularium Latinum et Rusicum verborum ac locutionum Codicis Iuris Canonici, Mosca, 1995.
- Ivan Jurkovič, De populo Dei: kanoničeskoe pravo, seconda edizione, Mosca, 2000.

## Onorificenze
- L'Arcivescovo Ivan Jurkovič è cappellano conventuale ad honorem del Sovrano Militare Ordine Ospedaliero di San Giovanni di Gerusalemme, di Rodi e di Malta.
- Per i meriti presso la Chiesa ortodossa Ucraina (Patriarcato di Mosca) ha ricevuto la medaglia del Gran Principe san Vladimiro, Pari agli apostoli, di secondo grado.
- Il Patriarca Kirill di Mosca e di tutte le Russie gli ha conferito la medaglia della Chiesa ortodossa russa Gloria e onore di primo grado.
- L'Università nazionale di ricerca in medicina N. I. Pirogov l'ha condecorato con la medaglia d'oro per i meriti speciali.
- In occasione delle celebrazioni del 100.mo anniversario dell'Università di Lubiana è stato nominato Senatore d'onore della medesima istituzione accademica.

## Genealogia episcopale
La genealogia episcopale è:
- Cardinale Scipione Rebiba
- Cardinale Giulio Antonio Santori
- Cardinale Girolamo Bernerio, O.P.
- Arcivescovo Galeazzo Sanvitale
- Cardinale Ludovico Ludovisi
- Cardinale Luigi Caetani
- Cardinale Ulderico Carpegna
- Cardinale Paluzzo Paluzzi Altieri degli Albertoni
- Papa Benedetto XIII
- Papa Benedetto XIV
- Papa Clemente XIII
- Cardinale Marcantonio Colonna
- Cardinale Giacinto Sigismondo Gerdil, B.
- Cardinale Giulio Maria della Somaglia
- Cardinale Carlo Odescalchi, S.I.
- Vescovo Eugène de Mazenod, O.M.I.
- Cardinale Joseph Hippolyte Guibert, O.M.I.
- Cardinale François-Marie-Benjamin Richard de la Vergne
- Cardinale Pietro Gasparri
- Cardinale Clemente Micara
- Cardinale Antonio Samorè
- Cardinale Angelo Sodano
- Arcivescovo Ivan Jurkovič